# Daniel Lebduška
Daniel Lebduška (* 30. září 1989 Chrudim) je český politik, v letech 2020 až 2024 zastupitel Pardubického kraje, od roku 2018 zastupitel města Chrudim (navíc od roku 2022 radní města), člen Pirátů.

## Vzdělání
V letech 2009-2013 studoval Fakultu humanitních studií Karlovy univerzity v Praze, vystudoval obor studium humanitní vzdělanosti. V bakalářské práci se zabýval příklady reakcí firem na změněnou situaci trhu prostředků mobilní komunikace. V letech 2021-2023 vystudoval obor Mediální studia na Fakultě sociálních věd Karlovy univerzity v Praze. V diplomové práci zkoumal projevy archetypálních narativů v dezinfomacích. Pracoval jako marketér. Je výkonným ředitelem společnosti IPC Team - Patio Enclosures and Pool Enclosures. Zabývá se online a offline marketingem, projektovým řízením a digitalizací procesů. Je marketingovým poradcem firem.

## Politická kariéra
Od roku 2017 je členem České pirátské strany. V roce 2018 by zvolen za tuto stranu zastupitelem města Chrudimi. Znovu zvolen byl i v roce 2022, kdy se stal neuvolněným radním odpovědným za IT a digitalizaci. V komunální politice se zaměřuje na problematiku privatizace městských vodárenských společností, digitalizaci a zatraktivnění veřejných institucí. Od roku 2018 do roku 2020 byl předsedou krajské organizace Pirátské strany v Pardubickém kraji. Na krajské a celorepublikové úrovni se věnuje tématům hospodářského rozvoje, financím, investicím a cestovního ruchu.
V krajských volbách v roce 2020 byl z pozice lídra kandidátky zvolen za Piráty zastupitelem Pardubického kraje. V krajských volbách v září 2024 obhajoval jako člen Pirátů post zastupitele Pardubického kraje, a to z pozice lídra kandidátní listiny. Strana však získala pouze 3,64 % hlasů, do krajského zastupitelstva se nedostala a Lebduška tak mandát krajského zastupitele neobhájil.
Ve sněmovních volbách v roce 2025 kandiduje ze 14. místa kandidátní listiny Pirátů v Pardubickém kraji.

## Život a rodina
Vyrůstal v Chrudimi, vystudoval v Praze. Žije s rodinou v Chrudimi. Aktivně hraje badminton a je domácím sládkem.